# Acacia restiacea
Espèce
Acacia restiacea est une espèce de plantes à fleurs de la famille des Fabacées. C'est un arbuste endémique dans le sud-est de l'Australie-Occidentale.

## Description
C'est un arbuste qui va de 50 cm à 1,5 m de hauteur. Il donne des fleurs jaunes, entre la fin de l'hiver et la fin du printemps.